# Asia Carrera
Asia Carrera (rodným jménem Jessica Steinhauser, přechýleně Steinhauserová; * 6. srpna 1973) je bývalá americká pornoherečka.

## Život
Asia Carrera se narodila jako Jessica Steinhauser v New Yorku japonskému otci a německé matce; je nejstarší ze čtyř sourozenců. Vyrůstala v Little Silver, New Jersey, kde absolvovala střední školu. Jako dítě studovala hru na klavír a ještě před patnáctým rokem dvakrát vystoupila v Carnegie Hall. V šestnácti letech učila angličtinu na škole v japonském městě Curuga v prefektuře Fukui. Dostalo se jí úplného akademického vzdělání na Rutgersově univerzitě, kde studovala japonštinu a obchod, ale školu nakonec neabsolvovala. Je členkou Mensy, v testu inteligence dosáhla 156 bodů.

## Kariéra

### Pornografie
Filmová kariéra trvala od roku 1993 do roku 2003, za tu dobu natočila více než 400 filmů. Carrera v rozhovoru uvedla, že umělecké jméno si zvolila podle příjmení herečky Carrereové, když z právních důvodů pozměnila hláskování. Stala se první herečkou asijského původu, která dostala ocenění AVN Female Performer of the Year Award.
Carrera propůjčila svůj hlas několika erotickým OVA animovaným filmům pro Pink Pineapple. Mezi nimi jsou Inmu z roku 2001 a Shusaku (1999).

Vystoupila v dokumentu z roku 2010 After Porn Ends, který popisuje život herce po skončení kariéry v pornoprůmyslu.

V roce 2011 ji magazín Complex zařadil na páté místo v pořadí padesáti nejžhavějších asijských pornohereček všech dob.

### Další činnost
V roce 1998 se objevila ve filmu Big Lebowski, když si zahrála cameo roli v napodobenině pornofilmu Logjammin.

## Osobní život
Carrera je vášnivou hráčkou Unreal Tournament. Vytvořila vlastní herní skiny a byla představena v televizní show Players, kde odhalila svůj herní nick Megabitchgoddess.

### Vztahy a děti

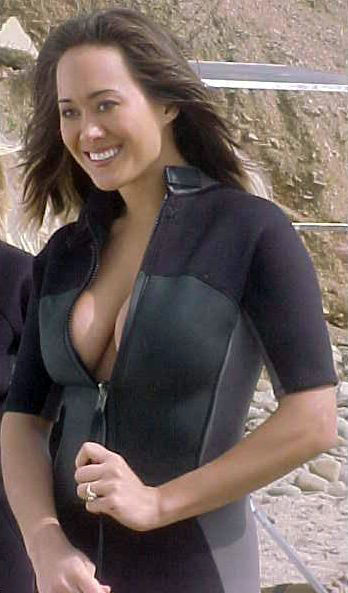
Carrera při natáčení v roce 2002.

V srpnu 1995 se vdala za režiséra filmů pro dospělé Buda Lee. Rozvedli se v roce 2003, avšak zůstali dobrými přáteli.

## Ocenění
- 1995 AVN Female Performer of the Year[22]
- 2000 AVN Best Couples Sex Scene – Film for Search for the Snow Leopard[22]
- 2000 AVN Award nominee for Best Actress (film)[23]
- AVN Hall of Fame[24]